# Цубота, Дзёдзи
Дзёдзи Цубо́та (яп. 坪田 譲治 Дзёдзи Цубота, 3 марта 1890 года, Префектура Окаяма — 7 июля 1982 года) — японский детский писатель
, член Японской академии искусств. Окончил Университет Васэда. Автор более полусотни книг. Основатель детского литературного журнала «Школа мушмулы». Литературный учитель писательницы Миёко Мацутани.
На территории бывшего СССР известен благодаря повестям «Дети на ветру» и «Странный мир», а также обработкам японских народных сказок, изданных в одном сборнике в 1978 году.

## Работы
- «Странный мир» (яп. お化けの世界) (1935)
- «Волшебство» (яп. 魔法) (1935)
- «Дети на ветру» или «Дети под бурным ветром» (яп. 風の中の子供) (1936)

## Экранизации
- «Дети на ветру», 1937 год, Япония, по одноимённой повести.